# Campionato francese di rugby a 15 1984-1985
Il Campionato francese di rugby a 15 1984-1985 vede al via ancora 40 squadre nuovamente divise in 4 gironi di 8 quadre. Le prime 2 di ogni girone erano qualificate direttamente per gli ottavi mentre le classificate dal 3 al 6º posto erano qualificate per il "barrage".
Lo Stade toulousain torna dopo 37 anni a conquistare lo Scudo di Brennus battendo il RC Toulon in finale.

## Fase di qualificazione
Le squadre sono indicate in ordine di classifica,  in grassetto le ammesse direttamente agli ottavi di finale.
| - Stade toulousain - AS Béziers - US Montauban - Stadoceste tarbais - Tyrosse RCS - Stade aurillacois - RC Narbonne - US Carcassonne - Racing club de France - Avenir aturin | - SU Agen - Biarritz olympique - US Dax - RC Hyères - FC Oloron - Boucau stade - CA Bègles-Bordeaux - US Romans - Valence - Stade rochelais    |
| - FC Lourdes - AS Montferrand - CA Brive - Aviron bayonnais - FC Grenoble - La Voulte - Section paloise - Le Creusot-Montchanin - Stade bagnérais - SC Angoulême             | - RRC Nice - RC Toulon - SC Graulhet - USA Perpignan - CS Bourgoin-Jallieu - Stade montois - Castres olympique - RC Nimes - SC Tulle - SC Albi |

## Barrage  (Sedicesimi di finale)
(In grassetto le qualificate agli ottavi di finale)
| Squadra 1           | Squadra 2          | Risultati |
| ------------------- | ------------------ | --------- |
| Aviron bayonnais    | FC Oloron          | 15-10     |
| SC Graulhet         | Stade montois      | 12-18     |
| CA Brive            | Boucau stade       | 17-9      |
| FC Grenoble         | USA Perpignan      | 22-13     |
| Stade aurillacois   | US Montauban       | 21-17     |
| CS Bourgoin-Jallieu | Stadoceste tarbais | 19-9      |
| Tyrosse RCS         | US Dax             | 3-0       |
| La Voulte           | RC Hyères          | 14-9      |

## Ottavi di finale
(In grassetto le qualificate ai quarti di finale)
| Squadra 1          | Squadra 2           | Andata | Ritorno |
| ------------------ | ------------------- | ------ | ------- |
| Stade toulousain   | Aviron bayonnais    | 15-9   | 10-3    |
| AS Béziers         | Stade montois       | 35-19  | 9-6     |
| AS Montferrand     | CA Brive            | 23-6   | 28-31   |
| SU Agen            | FC Grenoble         | 27-16  | 9-9     |
| RC Toulon          | Stade aurillacois   | 21-6   | 32-15   |
| RRC Nice           | CS Bourgoin-Jallieu | 6-9    | 28-15   |
| FC Lourdes         | Tyrosse RCS         | 6-12   | 22-6    |
| Biarritz olympique | La Voulte           | 3-10   | 29-12   |

## Quarti di finale
(In grassetto le qualificate alle semifinali)
| Squadra 1        | Squadra 2          | Risultati |
| ---------------- | ------------------ | --------- |
| Stade toulousain | AS Béziers         | 21-0      |
| AS Montferrand   | SU Agen            | 13-12     |
| RC Toulon        | RRC Nice           | 19-9      |
| FC Lourdes       | Biarritz olympique | 13-9      |

## Semifinali
| Squadra 1        | Squadra 2      | Risultati |
| ---------------- | -------------- | --------- |
| Stade toulousain | AS Montferrand | 17-6      |
| RC Toulon        | FC Lourdes     | 6-3       |

## Finale
| Arbitro: | Yves Bressy |

| |            | |
| 38' c.p. Lopez (3-12) 51' m. Bonneval (7-12) 54' m. Charvet tr. Lopez (13-12) 70' m. Charvet tr. Lopez (19-19) 83' m. Bonneval (23-19) 86' c.p. Lopez (26-19) 94' m.C. Portolan (30-19) 109' m. Charvet tr. Lopez (36-22) | Marcatori  | 15' c.p. Bianchi (0-3) 24' m. Fournier tr. Bianchi (0-9) 36' c.p. Bianchi (0-12) 64' drop Cauvy (13-15) 67' m. Gallion (13-19) 100' c.p. Cauvy (36-19) |
| Titolari : Christian Breseghello, Daniel Santamans, Claude Portolan, Gérard Portolan (Jean-Michel Giraud 46', Jean-Marie Cadieu (Karl Janik 71', Thierry Maset, Karl Janik (Hervé Lecomte 71), Albert Cigagna, Michel Lopez, Philippe Rougé-Thomas, Guy Novès, Denis Charvet, Éric Bonneval, Jean-Michel Rancoule, Serge Gabernet Non entrati : Serge Laïrle, Thierry Grolleau, Thierry Merlos, Laurent Husson. | Formazioni | Titolari : Manu Diaz, Bernard Herrero, Yann Braendlin, Patrick Occhini, Marc Pujolle, Éric Champ, Gilbert Doucet, Philippe Coulais, Jérôme Gallion, Christian Cauvy (Christian Salvarelli 64'), Thierry Fournier, Alain Carbonel, Patrice Blachères (Christian Cauvy 64'), Pascal Jehl, Jérôme Bianchi (Gilles Fargues 45') Non entrati : Laurent Gueit, Yvan Roux, Bernard Capitani, Jean-Luc Charlier. |